# Roccastrada
Roccastrada ist eine italienische Gemeinde mit 8736 Einwohnern (Stand 31. Dezember 2023) in der Provinz Grosseto in der Region Toskana.

## Geografie

Lage der Gemeinde Roccastrada in der Provinz Grosseto

Die Gemeinde erstreckt sich über 284 km². Sie liegt etwa 25 km nördlich von Grosseto und 90 km südöstlich von Florenz zwischen der Maremma und den Colline Metallifere in der klimatischen Einordnung italienischer Gemeinden in der Zone E, 2181 GG. Zu den wichtigsten Gewässern im Gemeindegebiet gehören der Asina (20 von 20 km im Gemeindegebiet), der Bai (19 von 19 km im Gemeindegebiet), der Farma (16 km im Gemeindegebiet) und der Lanzo (6 km im Gemeindegebiet). Sie alle gehören zum Flusssystem des Ombrone.
Zu den Ortsteilen zählen Montemassi, Piloni, Ribolla, Roccatederighi, Sassofortino, Sticciano und Torniella.
Die Nachbargemeinden sind Campagnatico, Chiusdino (SI), Civitella Paganico, Gavorrano, Grosseto, Massa Marittima, Monticiano (SI) und Montieri.

## Geschichte
Der Ort entstand im Mittelalter als Besitz der Familie Aldobrandeschi. Im 12. Jahrhundert wurde Roccastrada von der Republik Siena erobert. Nach der Niederlage der Seneser Republik gegen die Florentinische im Jahre 1555 wurde der Ort Teil des Großherzogtums Toskana. Nach der Einheit Italiens wurde Roccastrada der Provinz Grosseto zugeteilt.

## Sehenswürdigkeiten

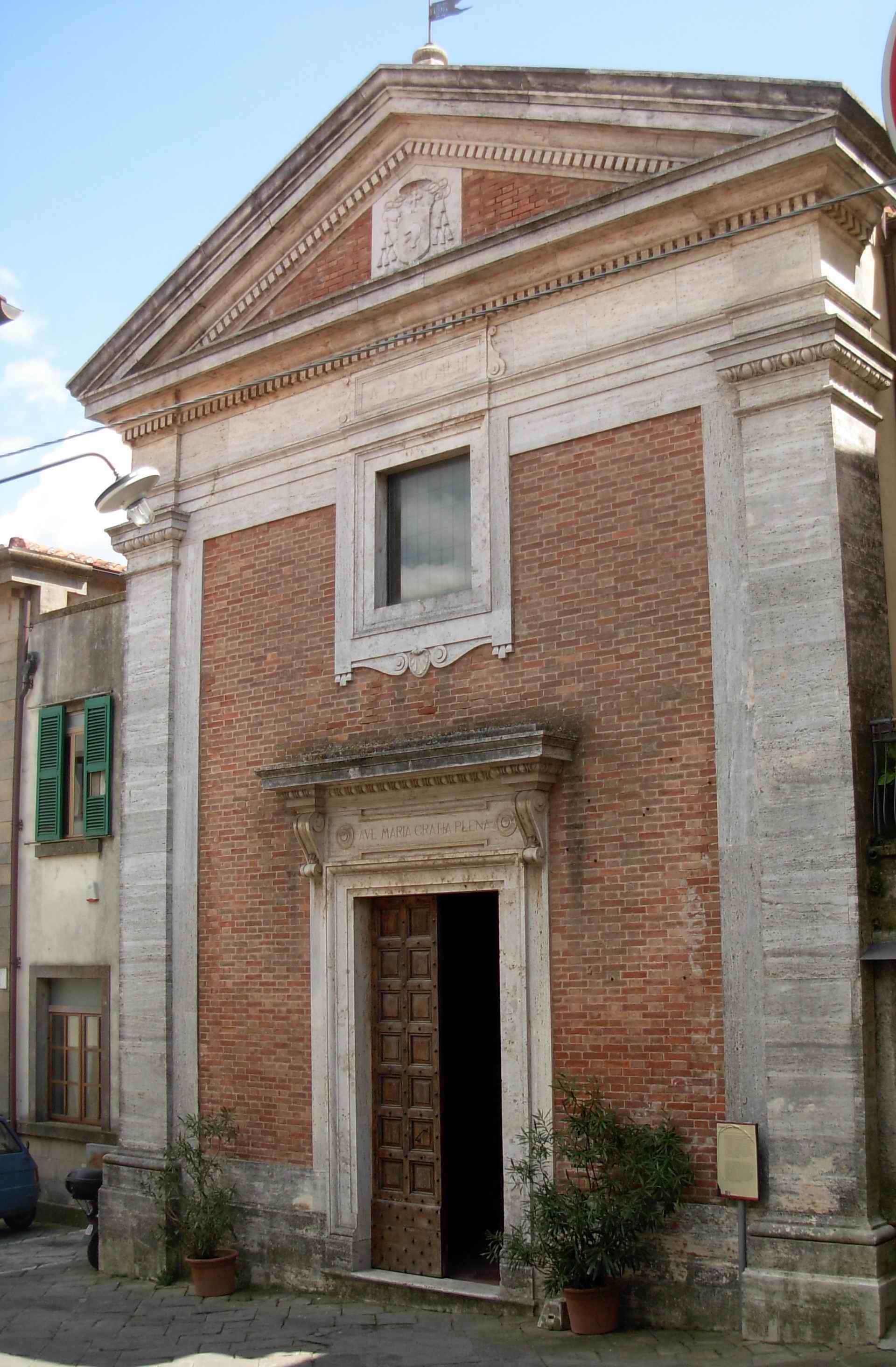
Fassade der Chiesa di San Nicola

- Chiesa di San Nicola (teils auch San Niccolò genannt), erstmals 1283 schriftlich erwähnte Kirche im Ortskern, wahrscheinlich älteren Ursprungs. Wurde im 16. Jahrhundert erheblich erweitert und 1938 komplett restauriert. Die Fassade in Travertin wurde 1954 erneuert. Enthält zwei Fresken, die dem Künstler Giovanni Maria di Ser Giovanni Tolosani aus Colle di Val d’Elsa (16. Jahrhundert) zugeschrieben werden. Das Werk Annunciazione entstammt der 1929 zerstörten Kirche Compania della SS. Anunzione, die Madonna col Bambino der Kirche delle Carceri.[4]
- Madonna delle Grazie, Kirche kurz außerhalb von Roccastrada an der Straße nach Torniella/Piloni/Sassofortino. Entstand wahrscheinlich unter den Aldobrandeschi und wurde im 13. Jahrhundert als Kloster der Karmeliten von Sant’Ansano übernommen. Die Fresken könnten durch Giovanni Maria di Ser Giovanni Tolosani entstanden sein, ebenso wie das Wandgemälde Cristo in pietà fra i dolenti.[4]
- Abbazia di San Salvatore a Giugnano, erstmals 867 vom Kloster San Salvatore di Monte Amiata schriftlich erwähnte Abtei ca. 5 km südwestlich des Hauptortes. Wurde 1027 von Konrad III. ebenfalls schriftlich erwähnt. Unterstand seit 1208 der Abbazia San Galgano, aber bereits 1308 führte der Augustinische Orden die Abtei.
- Castello del Belagaio
- Palazzo Comunale, Rathaus aus dem 14. Jahrhundert
- Torre dell’Orologio, Uhrturm an der Piazza Garibaldi aus dem 14. Jahrhundert, der nach Schäden im Zweiten Weltkrieg wieder restauriert wurde.
- Lattaia, Örtlichkeit ca. 10 km südwestlich des Hauptortes, enthält die Sehenswürdigkeiten:
  - Castello di Lattaia, heute auch Fattoria di Lattaia genannt, bereits 973 erwähnte Burg
  - Fattoria di Monte Lattaia, Gebäude aus dem 13. Jahrhundert
  - Pieve di San Biagio a Lattaia, im 12. Jahrhundert schriftlich erwähnte Pieve, die im 18. Jahrhundert durch die Cappella di San Biagio a Lattaia ersetzt wurde.
  - Pieve di Tabiano, wurde später durch die Cappella di Sant’Antonio a Monte Lattaia ersetzt.

## Sport
In den Ortsteilen Piloni, Roccatederighi, Sassofortino und Torniella wird noch heute der Sport Palla eh! nach den Regeln von Ciciano gespielt.

## Gemeindepartnerschaften
Seit 2001 besteht eine Partnerschaft mit dem Ort Zeiskam in Rheinland-Pfalz.

## Söhne und Töchter der Gemeinde
- Guido Bargellini (1879–1963), Chemiker und Hochschullehrer